# ناسینو
ناسینو (به ایتالیایی: Nasino) یک کومونه در ایتالیا است که در استان ساونا واقع شده‌است.

## خصوصیات
ناسینو ۲۱٫۵ کیلومترمربع مساحت و ۲۲۵ نفر جمعیت دارد.